# Luke Bronin

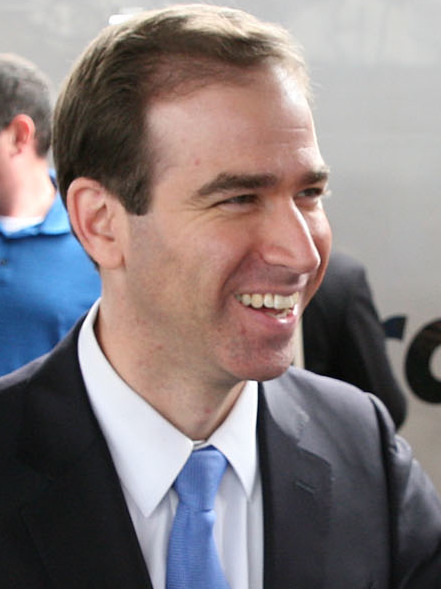
Luke Bronin (2018)

Luke Aaron Bronin (* 30. Juni 1979 in Port Chester, New York) ist ein US-amerikanischer Anwalt und Politiker. Er ist Mitglied der Demokratischen Partei und seit dem 1. Januar 2016 der 67. Bürgermeister von Hartford, der Hauptstadt des Bundesstaates Connecticut.

## Leben
Luke Bronin besuchte die Phillips Exeter Academy in New Hampshire und studierte danach Rechtswissenschaften. Den Bachelor of Arts erwarb er an der Yale University, danach erhielt er ein Rhodes-Stipendium und ging nach England, wo er am Balliol College in Oxford den Masterabschluss erwarb. Bronin kehrte schließlich in die Vereinigten Staaten zurück und schloss die Yale Law School mit dem akademischen Grad des Juris Doctor ab. Nach seinem Studienabschluss war Luke Bronin für die Versicherungsgesellschaft The Hartford Financial Services Group tätig.
Luke Bronin ist seit 2007 mit der Anwältin Sara Galvan verheiratet, die Professorin an der University of Connecticut Law School ist, und hat mit ihr zwei Töchter und einen Sohn. Er ist Partner in der Anwaltskanzlei Hinckley Allen & Snyder LLP.

## Karriere
Vor 2004 trat Luke Bronin in die Demokratische Partei ein. 2006 war er stellvertretender Leiter des Wahlkampfteams von Dan Malloy vor den Gouverneurswahlen in Connecticut. Während Barack Obamas erster Amtszeit als Präsident der Vereinigten Staaten wurde Bronin in das Finanzministerium der Vereinigten Staaten berufen. Dort arbeitete er als Berater des stellvertretenden Finanzministers Neal S. Wolin. Von September 2010 bis April 2011 wurde Bronin, der in der Reserve der United States Navy diente, im Afghanistankrieg eingesetzt. Bei seinem Ausscheiden aus dem Militärdienst hatte Luke Bronin den Status eines Lieutenant inne.
Im Januar 2013 wurde Luke Bronin Leiter der Rechtsabteilung in der Verwaltung des Bundesstaates Connecticut unter Dan Malloy. Im Juli 2015 gab Bronin seine Kandidatur für die Bürgermeisterwahl in Hartford im selben Jahr bekannt. Zwei Monate später konnte er sich in einer parteiinternen Vorwahl gegen den damaligen Amtsinhaber Pedro Segarra durchsetzen. Unterstützung erhielt Bronin bei der Bürgermeisterwahl unter anderem durch Gouverneur Malloy sowie durch die beiden Senatoren Richard Blumenthal und Chris Murphy. Am 3. November 2015 wurde er zum Bürgermeister von Hartford gewählt, das Amt trat er am 1. Januar 2016 an.
Im November 2017 gab Luke Bronin bekannt, bei den Gouverneurswahlen in Connecticut im folgenden Jahr antreten zu wollen. Am 16. April 2018 zog er diese Ankündigung wieder zurück. Am 22. Juli 2019 wurde Bronin in einer Vorwahl als Bürgermeisterkandidat bestätigt und am 5. November 2019 für eine weitere Amtszeit bestätigt.